# イラン・ラモーン
イラン・ラモーン（Ilan Ramon、ヘブライ語: אילן רמון 、1954年6月20日 - 2003年2月1日）は、イスラエル空軍のパイロットで、後にイスラエル人初の宇宙飛行士になった。ラモーンはSTS-107のペイロードスペシャリストに選ばれ、テキサス州南部で起こったコロンビアの大気圏再突入時の事故で、他の6人の宇宙飛行士とともに死亡した。ラモーンは、アメリカ合衆国の合衆国名誉宇宙飛行士勲章の外国人で唯一の受賞者である。

## 生涯
ラモーンはイスラエルのラマト・ガンで生まれ、ベエルシェバで育った。母と祖母はアウシュビッツ強制収容所の生き残りだった。イランという名前は、ヘブライ語で「木」を意味している。
ラモーンは世俗的なユダヤ教徒だと考えられているが、宇宙でもユダヤ教のしきたりを守っていたと報じられ、インタビューでは、"I feel I am representing all Jews and all Israelis.（自分は全てのユダヤ教徒、全てのイスラエル人を代表していると感じている）"と語っている。また、宇宙飛行士で初めてカシュルートの食品を要求した。彼は、日の出が約90分間も続く宇宙でユダヤ教の安息日をどう守るかについて、Chabad Lubavitch rabbiとZvi Konikovにアドバイスを求めたと言われている。このことについては、2003年2月7日にケネディ宇宙センターで行われたコロンビア号の記念式典でのRabbi Konikovの講演の中で、"Jerusalem we have a problem" と語られている。
STS-107のミッションに、ラモーンは、アウシュビッツで命を落としたペトル・ギンツが14歳の時に描いた鉛筆画『月の風景』（Moon Landscape）を持ち込んだ。また、イスラエルの大統領モシェ・カツァブから与えられたモーセ五書のマイクロフィルムも持ち込んだ。ラモーンは、ホロコーストの生存者がロサンゼルスで組織した「1939クラブ」に対し、ホロコーストのシンボルを一緒に宇宙に持っていくことを申し出た。サンフランシスコの芸術家Aimee Golantによって制作された有刺鉄線のメズーザーが選ばれた。ラモーンはさらに、メナヘム・メンデル・シュネウルゾーンのドル紙幣も持ち込んだ。ラモーンと他のコロンビアの乗組員は地球の大気圏に再突入する際、テキサス東部で死亡した。地上への到着予定時間の16分前のことだった。

### 「奇跡の」日記
ラモーンが宇宙で書いていた37ページの日記は奇跡的に焼け残り、未亡人ローナのもとに届けられた。彼女はこれをエルサレムのイスラエル博物館に寄贈し、イスラエルの人々と共有した。ローナ・ラモーンは、これをイスラエル博物館の法医学の専門家のところへ持ち込んだ。2ページだけが公開された。1ページはラモーンの覚えを記したもので、もう1ページはキッドゥーシュの祈りの言葉だった。学芸員のYigal Zalmonaは、この日記を修復するのには1年かかり、警察が80%を解読するにはさらに4年を要すると語っている。Zalmonaは、「この日記は爆発の際に凄まじい高温と低温に耐え抜き、その後は微生物や昆虫による害も受けた。残っていることは奇跡であり、信じられない。これがどのようにスペースシャトルの事故から生き残ったのか、論理的な説明はできない。」と語った。
ラモーンは、日記の最終日にこう書いている。
| 「 | 今日は、自分が宇宙で生きていると真に感じた初めての日だ。私は、宇宙で生き、宇宙で働く人間になった。 | 」 |

黒いインクと鉛筆で書かれ、16日間のミッションのうち最初の6日間分をカバーしている。紙は白いままで、地球から37マイルの位置で起こった爆発でも炭化しなかった。

## 学歴
ラモーンは1972年に高等学校を卒業した。1987年にはテルアビブ大学で電子工学とコンピュータ工学を修めて卒業した。

## 空軍での経歴

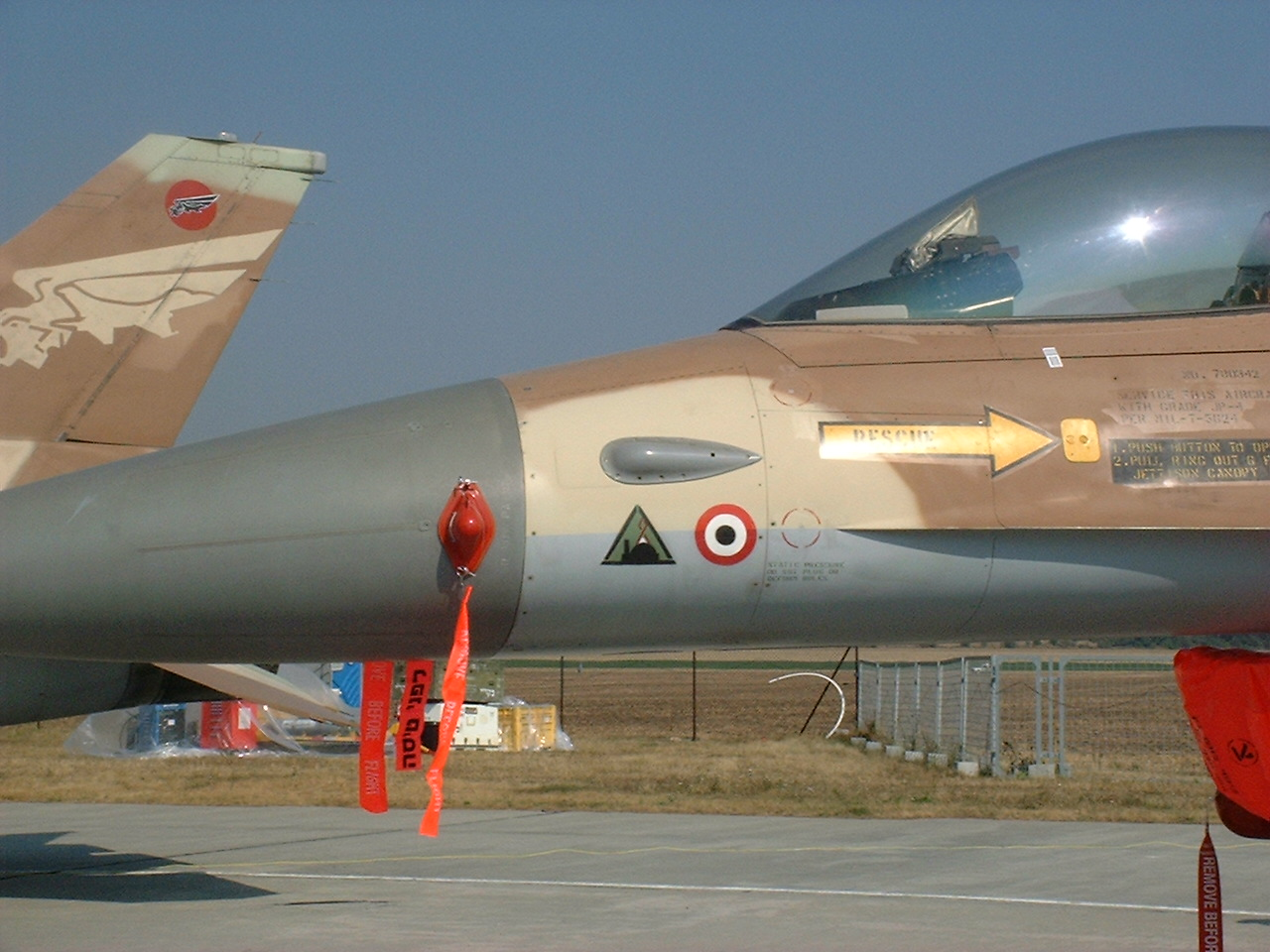
F-16戦闘機の機首部分

イスラエル空軍では、ラモーンは大佐の地位にあり、戦闘機のパイロットとして何千時間もの飛行を経験した。1980年には、イスラエルが新しく購入した戦闘機F-16に初めて乗るグループの1人に選ばれた。1981年、彼はイラク原子炉爆撃事件に最年少で参加し、この作戦によって10人のイラク兵と1人のフランス人研究者が殺害されている。彼は1974年にイスラエル空軍飛行学校を卒業し、1974年から1976年にはA-4部隊、1976年から1980年にはミラージュIII部隊に所属した。そして1980年に新しいF-16部隊ができるとユタ州のヒル空軍基地で訓練を受け、その1期生になった。1981年から1983年にはそこで副隊長を務めた。
テルアビブ大学に通った後、1988年から1990年にF-4部隊の副隊長を務め、1990年から1992年にはF-16部隊の隊長となった。1992年から1994年には軍事要求部門の中の航空機支部の長を務めた。1994年に大佐に昇進し、兵器の開発と買収を担当する軍事要求部門の長の地位を与えられた。このポストには1998年まで留まった。ラモーンはA-4、ミラージュIII、F-4を合わせて3000時間以上、F-16で1000時間以上の飛行を達成した。

## NASAでの経歴

### 地上での訓練

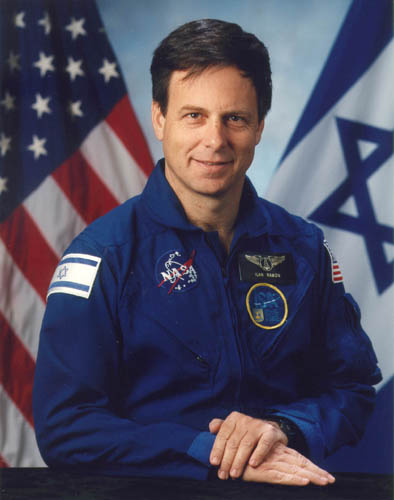
イラン・ラモーン

1997年、ラモーンはペイロード・スペシャリストに選ばれた。彼は、砂漠のエアロゾルを記録するためのマルチスペクトルカメラを含むスペースシャトルのミッションのリーダーとして訓練を受けた。1998年7月から2003年まで、彼はテキサス州ヒューストンのジョンソン宇宙センターで訓練を受けたと言われている。彼はSTS-107に搭乗し、15日22時間20分間、宇宙に滞在した。

### 飛行
STS-107はコロンビアを用いて2003年1月16日から2月1日にかけて行われ、16日間が科学と研究に捧げられた。乗組員達は2交代制で24時間働き、約80の実験を実行した。STS-107のミッションは、再突入時にコロンビア号が分解し、乗組員7名が死亡したことで唐突に終わった。

## 家族
ラモーンの妻ローナと4人の子供たちは、事故時、テキサス州にいた。長男のアサフ・ラモーン大尉は2009年9月13日、21歳の時にF-16の訓練中の事故で死亡した。士官候補生としてトップの成績でイスラエル空軍航空学校を卒業して3カ月後のことだった。

## 賞と名誉
- 軍隊の勲章
  - 第四次中東戦争（1973年）
  - ガリラヤの平和作戦（1982年）
  - F-16 1000時間飛行達成（1992年）
- 死後の受賞
  - NASA宇宙飛行メダル
  - NASA功労賞
  - 合衆国名誉宇宙飛行士勲章
  - Chief Of Staff Medal of Appreciation
  - イスラエル賞（2019年）

## 記念
- 小惑星イラン・ラモーン

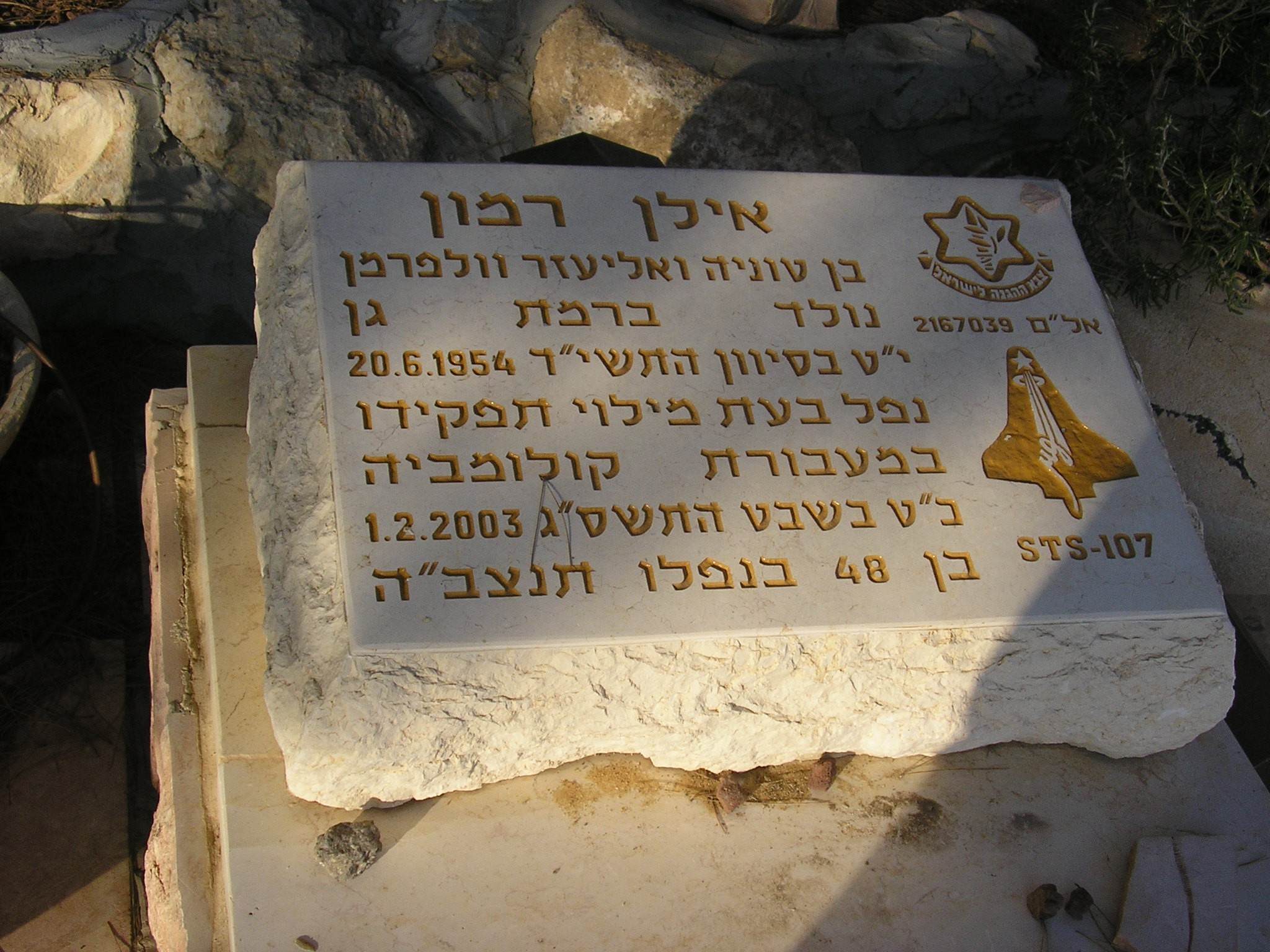
ナハラルにあるイラン・ラモーンの墓

- 火星のコロンビア・ヒルズにあるラモーン・ヒルズ
- フロリダ工科大学にあるラモーン・ホール[15]
- ベングリオン大学にあるIlan Ramon Youth Physics Center
- ベングリオン空港にあるラモーン司令塔
- ネタニヤにあるイラン・ラモーン小学校
- Modi'in にあるラモーン小学校
- Hod Hasharonにあるラモーン高等学校
- Kokhav Ya'irにあるイラン・ラモーン中学校[16]

- Givat Shmuelにあるラモーン公園
- Beershebaにあるイラン・ラモーン公園
- コロラド州ボルダーにあるIlan Ramon AZA #380
- フロリダ州オビエドにあるIlan Ramon BBYO #5378
- ケベック州モントリオールにあるIlan Ramon Crescent, Cote St. Luc
- オンタリオ州ヴォーン(ソーンヒル)にあるイラン・ラモーン通り(Ilan Ramon Boulevard)[17][18]

（明記のないものはイスラエル）